# Chatchai Paholpat
Chatchai Paholpat (ชัชชัย พหลแพทย์; Bangkok, 30 novembre 1952) è un allenatore di calcio ed ex calciatore thailandese di ruolo centrocampista.

## Carriera

### Giocatore
Con la nazionale thailandese ha partecipato alle Olimpiadi del 1968 ed alla Coppa d'Asia 1972.

### Nazionale
Ha allenato la nazionale thailandese in due diversi periodi, in uno dei quali ha anche partecipato come allenatore alla Coppa d'Asia 2004.

## Palmarès

### Allenatore

#### Competizioni nazionali
- Coppa della Regina: 3

Osotsapa FC: 2002, 2003, 2004